# Platymischus dilatatus
Platymischus dilatatus är en stekelart som beskrevs av John Obadiah Westwood 1832. Platymischus dilatatus ingår i släktet Platymischus, och familjen hyllhornsteklar. Arten är reproducerande i Sverige.